# Cystidia nigripars
Cystidia nigripars är en fjärilsart som beskrevs av Swinhoe 1892. Cystidia nigripars ingår i släktet Cystidia och familjen mätare. Inga underarter finns listade i Catalogue of Life.